# My First Story
My First Story (с англ. — «Моя первая история», сокращённо MFS) — японская рок-группа, образованная в 2011 году в Сибуе (Токио).

## История
Продюсер Нори Отани, благодаря вокалисту группы Pay Money to My Pain Кэю Гото знавший Хироки Мориути (Хиро), в августе 2011 года познакомил его с Сё Цутией, бывшим в то время участником Fromus вместе барабанщиком Масаки Кодзимой (Масак) и бас-гитаристом Нобуаки Като (Ноб). Недолгое время спустя новый коллектив решил привлечь ещё одного гитариста, и Хиро вспомнил Тэруки Нисидзаву (Тэру), с которым уже пробовал создать группу в старшей школе.
4 апреля 2012 года, спустя восемь месяцев после формирования, My First Story выпустили дебютный одноимённый альбом, достигший 26-го места в еженедельном чарте Oricon. 3 июля 2013 году вышел первый сингл группы — «Saishukai STORY» (яп. 最終回STORY), занявший 26-е место в чарте Oricon. В том же году My First Story исполнили с певицей Нано песню «Savior of Song», которая стала открывающей композицией аниме-сериала Arpeggio of Blue Steel: Ars Nova. 24 сентября 2014 года вышел третий сингл группы «Fukyagaku Replace» (яп. 不可逆リプレイス, «Необратимая замена»), заглавная песня которого использовалась как финальная тема аниме Nobunaga Concerto.
В октябре 2015 года Сё объявил о перерыве по личным обстоятельствам. 3 марта 2016 года о своём уходе из группы сообщил барабанщик Масак, на его место пришёл Сёхэй Сасаки (Kid’z).
19 июля 2017 года My First Story выпустили пятый альбом All Lead Tracks. Вошедшая в него песня «Let It Die» использовалась в видеоигре Let It Die, «Reviver» вошла в саундтрек мобильной игры Hortensia Saga: Ao no Kishidan, «Smash Out!!» использовалась в фильме «Лебедь из Синдзюку 2». 12 декабря вышел шестой альбом группы All Secret Tracks, который включает кавер-версию «See You Again» и песню «Kimi no Inai Yoru o Koete» (яп. 君のいない夜を越えて), послужившую музыкальной темой дорамы «Рок Отяномидзу».
В 2018 году My First Story записали с певицей Саюри песню «Reimei» (яп. レイメイ, «Рассвет»), которая стала открывающей композицией второго сезона аниме Golden Kamuy. В следующем году группа исполнила песню «King & Ashley», послужившую начальной темой аниме Kengan Ashura.
Изданный 12 августа 2020 года альбом V достиг 2-го места в чарте Oricon, что стало лучшим показателем группы в хит-парадах. Для аниме-сериала Hortensia Saga, премьера которого состоялась в январе 2021 года, My First Story исполнили открывающую композицию «Leader».

## Участники
- Хироки Мориути (Хиро) (яп. 森内 寛樹) — вокал (с 2011)
- Нобуаки Като (Ноб) (яп. 加藤 伸明) — бас-гитара (с 2011)
- Тэруки Нисидзава (Тэру) (яп. 西澤 照貴) — гитара (с 2011)
- Сёхэй Сасаки (Kid’z) (яп. 佐々木 翔平) — барабаны (с 2016)

Неактивные
- Сё Цутия (яп. 土屋 翔) — соло-гитара (2011—2015)

Бывшие
- Масаки Кодзима (Масак) — барабаны (2011—2016)

## Дискография

### Студийные альбомы
| Дата            | Название                     | Высшие позиции | Продажи |
| Дата            | Название                     | Oricon         | Продажи |
| --------------- | ---------------------------- | -------------- | ------- |
| 4 апреля 2012   | My First Story               | 26             |         |
| 6 февраля 2013  | The Story Is My Life         | 15             |         |
| 29 октября 2014 | Kyogen Neurose (虚言Neurose) | 14             |         |
| 29 июня 2016    | Antithese                    | 4              | 18 924  |
| 19 июля 2017    | All Lead Tracks              | 6              |         |
| 13 декабря 2017 | All Secret Tracks            | 22             |         |
| 28 марта 2018   | The Premium Symphony         | 24             |         |
| 17 октября 2018 | S·S·S                        | 4              | 18 723  |
| 3 июля 2019     | The Plugless                 | 20             | 3450    |
| 12 февраля 2020 | V                            | 2              |         |
| 27 мая 2021     | Music Box                    |                |         |

### Синглы
| Год  | Название                               | Высшие позиции | Высшие позиции |
| Год  | Название                               | Oricon         | Japan Hot 100  |
| ---- | -------------------------------------- | -------------- | -------------- |
| 2013 | «Saishukai STORY» (最終回STORY)        | 15             | 51             |
| 2014 | «Black Rail»                           | 18             |                |
| 2014 | «Fukyagaku Replace» (不可逆リプレイス) | 15             | 47             |
| 2015 | «Alone»                                | 15             | 32             |
| 2018 | «Accident»                             | 15             | 60             |
| 2019 | «Mukoku» (無告)                        | 16             |                |
| 2020 | «1,000,000 TIMES»                      | 8              |                |
| 2021 | «Kokuhaku» (告白)                      | 22             |                |

### Видеоальбомы
| Дата           | Название                                                                           | Высшие позиции | Высшие позиции |
| Дата           | Название                                                                           | Oricon         |                |
| -------------- | ---------------------------------------------------------------------------------- | -------------- | -------------- |
| 5 февраля 2014 | The Ending of the Beginning Tour Final one man show at Ebisu Liquidroom            | 7              |                |
| 21 мая 2014    | Boneds Tour Movie                                                                  | 24             |                |
| 27 мая 2015    | Itsuwari Neurose Tour Final at Shinkiba Studio Coast                               | 6              |                |
| 12 апреля 2017 | We’re Just Waiting 4 You Tour 2016 Final at Budokan                                | 4              |                |
| 12 апреля 2017 | Kyogen NOBROSE Special (虚言NOBROSE Special)                                       | 10             |                |
| 21 июня 2017   | My First Story Documentary Film -Zenshin- (My First Story Documentary Film -全心-) | 23             |                |
| 23 мая 2018    | "MMA" Tour 2017 Final One Man Show "The Premium Symphony"                          | 5              |                |

## Награды и номинации
| Год  | Церемония                    | Награда           | Номинант       | Итог      |
| ---- | ---------------------------- | ----------------- | -------------- | --------- |
| 2015 | MTV Video Music Awards Japan | Next Break Artist | My First Story | Номинация |